# 宜昌轨道交通1号线
宜昌轨道交通1号线，又称宜昌地铁1号线，是宜昌计划修建的一条城市轨道交通线路。根据《宜昌市轨道交通线网规划》，宜昌轨道交通1号线由六三驾校站出发，经夷兴大道、夜明珠路、夷陵大道、桔城路、汉宜路至职教园东站后转入高架段至龙泉镇站，全长43.5km，其中地下段34.8km，高架段8.7km。

## 历史
宜昌轨道交通1号线的规划始于《宜昌市城区公共交通规划（2008-2020年）》，线路起于东站一路客运枢纽，终于夷陵客运站，全长约23km，设15座车站。
在《宜昌市城市总体规划（2011-2030年）》中，宜昌轨道交通1号线从小溪塔夷陵客运站，经夷兴大道、三峡路、港虹路、夜明珠路、夷陵大道、桔城路、宜当路至伍家岗共升站。
时隔一年，《宜昌市综合交通体系规划（2011-2030年）》将1号线两端延伸至姜家湾与龙泉，总长约44km；沿途设置姜家湾站、谭家塝站、石材城站、夷陵客运站、平湖剧院站、万富广场站、上海中学站、三峡大学站、东湖一路站、西陵二路站、夷陵广场站、云集路站、胜利三路站、中心医院站、港窑路站、宝塔路站、江景一路站、金欣商业广场站、宜昌东站站、东站一路站、花艳站、刘家湾站、茶场二路站、茶场路站、良田畈路站、龙泉站等26个站点。

## 车站
宜昌轨道交通1号线设置26座车站，分别为六三驾校站、鄢家河站、艾家塝站、东湖高中站、夷陵区政府站、长河坝站、长河坝南站、安春包站、葛商贸大厦站、葛洲坝宾馆站、夷陵广场站、市工人文化宫站、市中心医院北站、市中心医院南站、万寿桥站、宝塔河站、树脂厂站、纺织厂站（五一广场站）、火车东站、宜昌驾校站、花艳中学站、车管所考场站、职教园站、职教园东站、罗家嘴站以及龙泉镇站。其中换乘站4座，分别是艾家塝站与3号线换乘，夷陵广场站与2号线、3号线换乘，火车东站、宜昌驾校站与2号线的连续同台换乘。